# 劳埃德·沙普利
劳埃德·斯托韦尔·沙普利（英語：Lloyd Stowell Shapley，1923年6月2日—2016年3月12日），美国数学家、经济学家。他是美国加州大学洛杉矶分校数学和经济学名誉教授。他在数理经济学，尤其是博弈论领域作出了贡献。继冯·诺伊曼和摩根斯坦在20世纪40年代的工作之后，沙普利已被许多专家视为博弈论的关键人物。2012年与阿尔文·罗思共同获得诺贝尔经济学奖。

## 职业生涯
劳埃德·沙普利1923年6月2日出生在马萨诸塞州剑桥市，其父是杰出的天文学家哈罗·沙普利。他是哈佛的学生，1943年在中国成都的陆军航空队当中士，因破译苏联的天气代码获得了铜星勋章。战争结束后，他回到哈佛，1948年获数学学士学位。在兰德公司工作一年后，他去了普林斯顿大学，在那里他于1953年获得了博士学位。他的论文和博士后研究工作延续了弗朗西斯·伊西德罗·埃奇沃思的思想，引入了沙普利值和博弈论的核心解决方案。毕业后，他留在普林斯顿大学一段时间，1954年至1981年在兰德公司工作。自1981年以来，他一直在加州大学洛杉矶分校教授。

## 外部链接

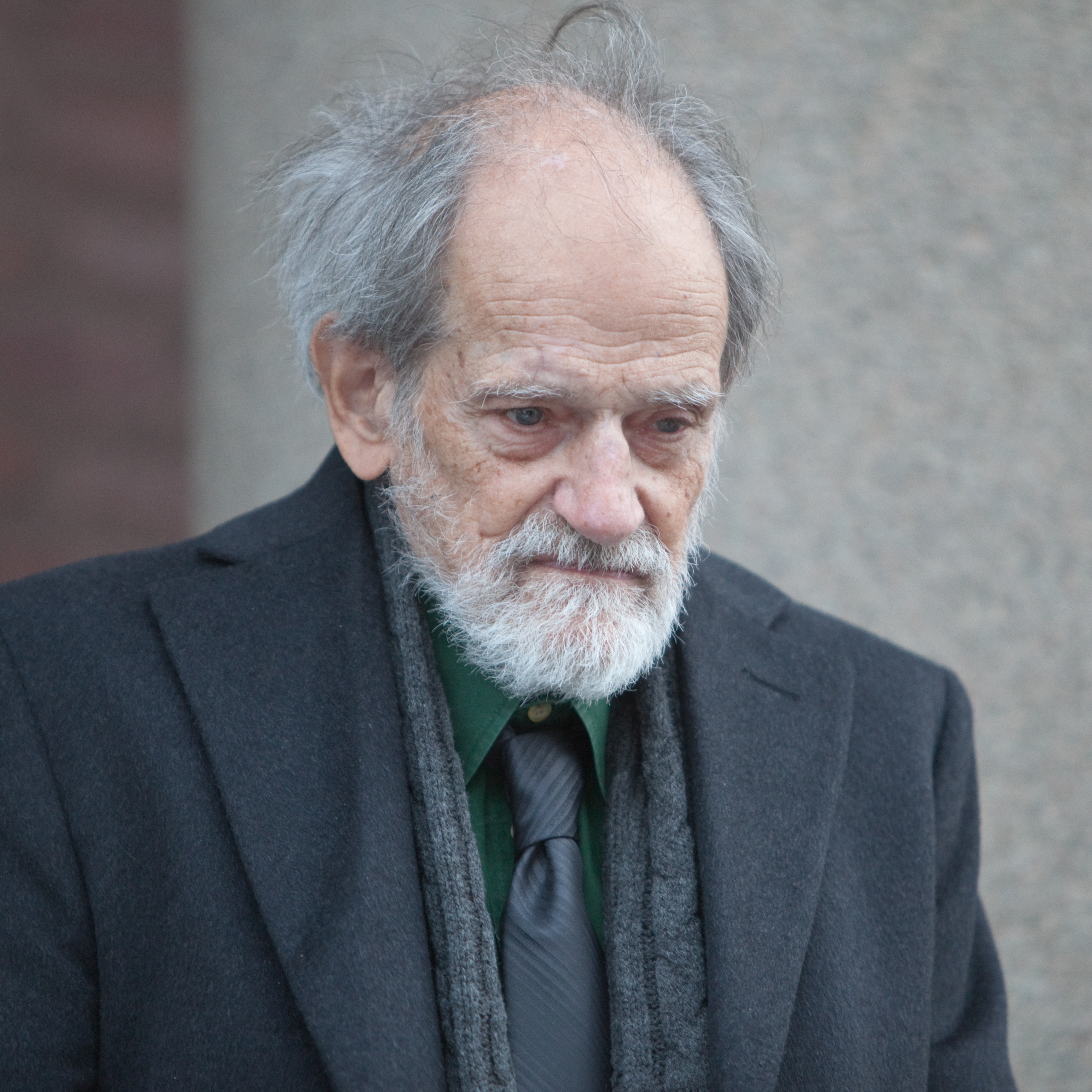
2012年在瑞典斯德哥爾摩。